# Karnosin

Karnosin är en neuropeptid som förekommer rikligt i muskel- och hjärnvävnad. Substansen upptäcktes av den ryske kemisten V. Gulevich år 1900.

## Egenskaper
Forskare i Storbritannien, Sydkorea och Ryssland m.fl. länder har visat att karnosin har ett antal antioxidanta egenskaper som kan vara till nytta för metabolismen. Karnosin har visat sig eliminera reaktiva syreenheter (ROS), såväl som alfa-beta-omättade aldehyder bildade av proxidation av fettsyror i cellmembran under oxidativ stress.
Karnnosin kan motverka glykation och kan kelatera divalenta metalljoner och därmed motverka kronisk glykolys som befaras accelerera åldrandet.
Karosin har också befunnits hämma diabetesnefropati genom att skydda podocyter och mesagialceller.
På grund av dessa egenskaper har intag av karnosin föreslagits som en allmän behandling för att motverka åldrande.
I djurförsök har karnosin visat sig hämma cancertillväxt och skydda mot alkoholinducerad oxidativ stress, liksom mot etanolinducerad kronisk leverskada. Karnocin är också nervskyddande mot permanent cerebral ischemi hos möss.